# 特拉布宗城堡
特拉布宗城堡 (土耳其語：Trabzon Kalesi)是土耳其东北部城市特拉布宗的一个堡垒，位于黑海海滨的山上。它包括三个部分：上堡垒（Yukari Hisar）、中堡垒（Orta Hisar）和下堡垒（Aşağı Hisar）。

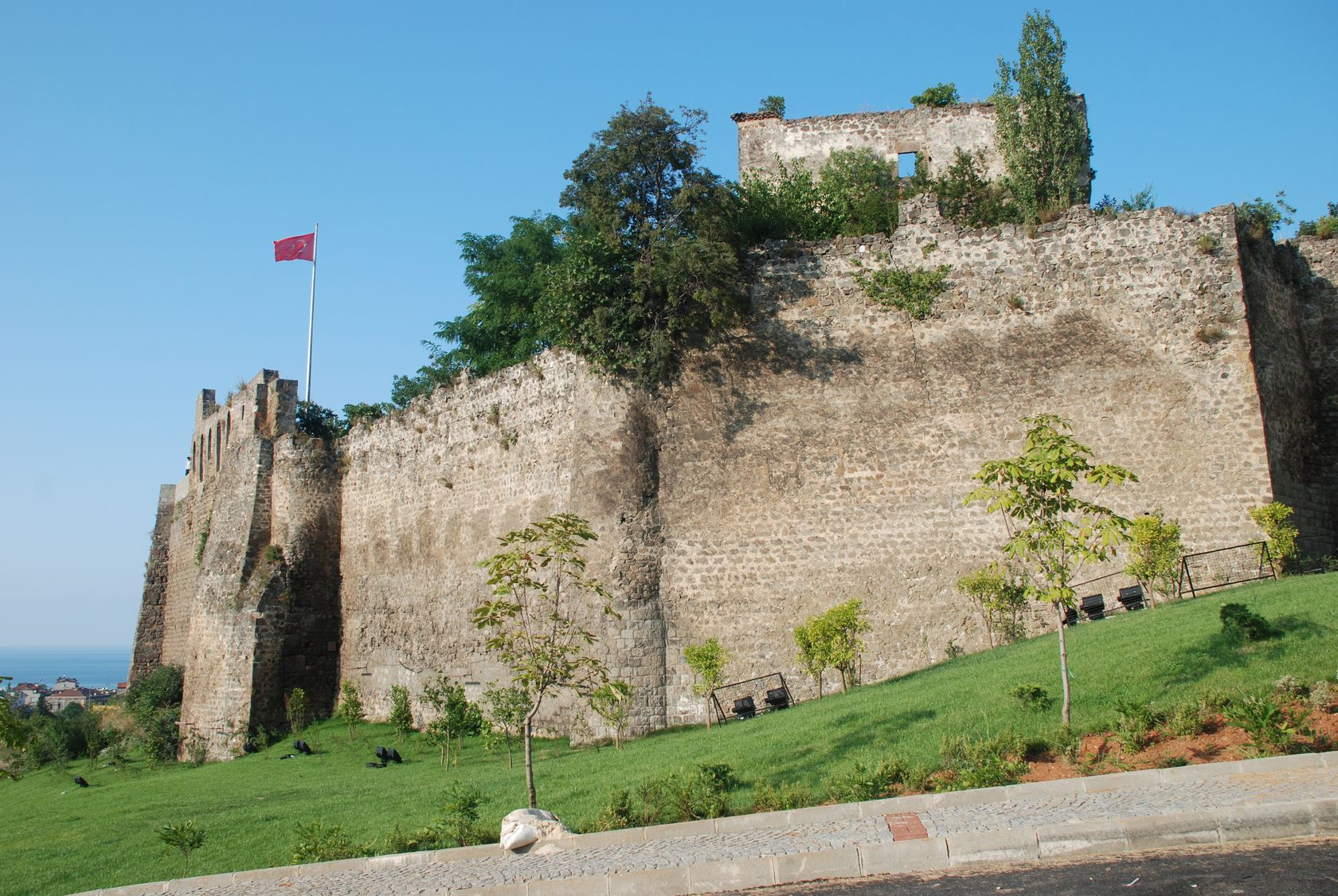

上堡垒最初建于公元前2000年。中堡垒建于1300年前后的拜占庭帝国时期，有新星期五清真寺、总督府等著名建筑。
城墙的大部分仍然矗立，在该市最古老的建筑之列。现存最古老的部分可追溯到公元1世纪罗马帝国时期。而公元前5世纪的历史文献证明城墙已经存在。

## 参考

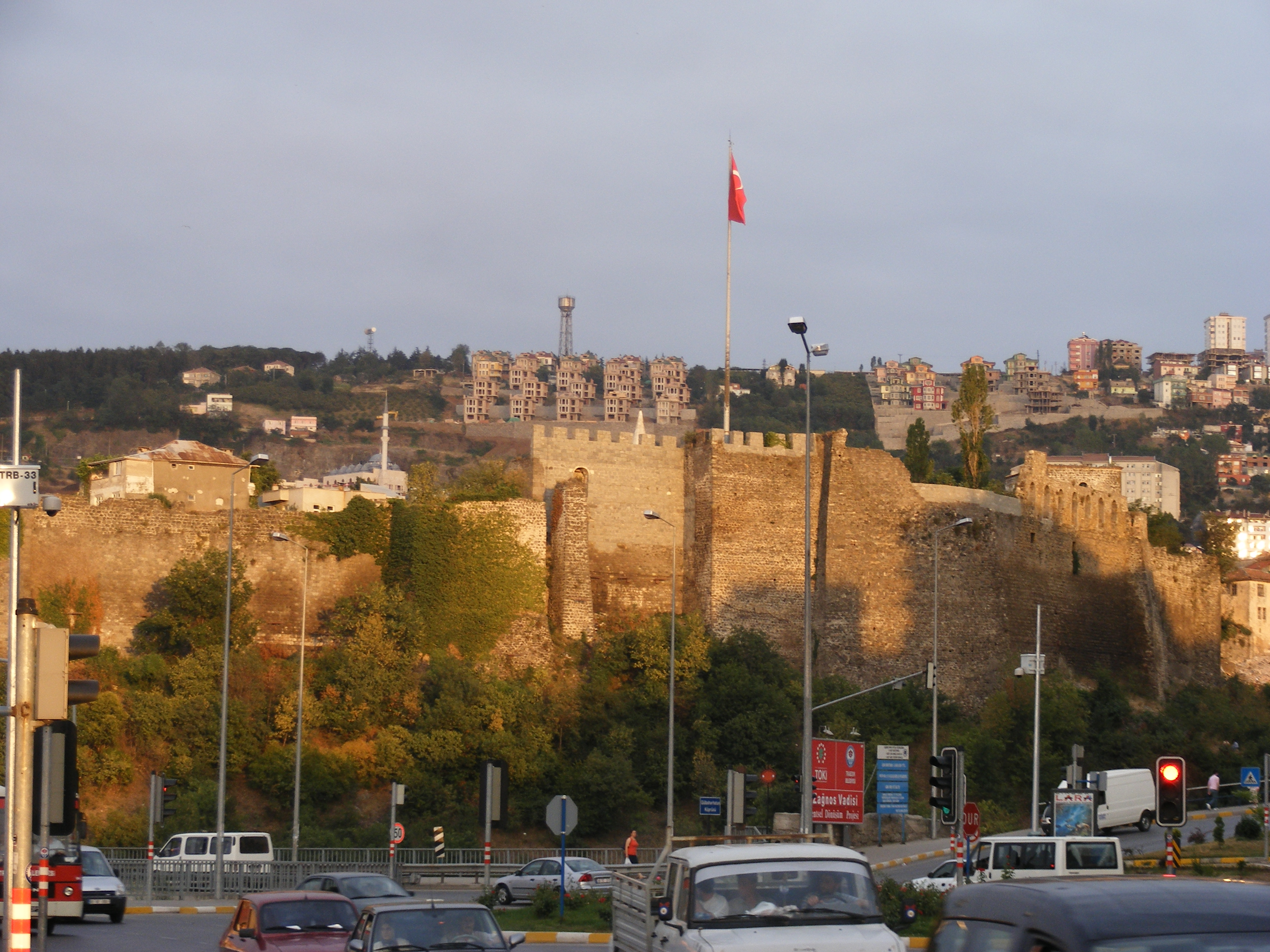
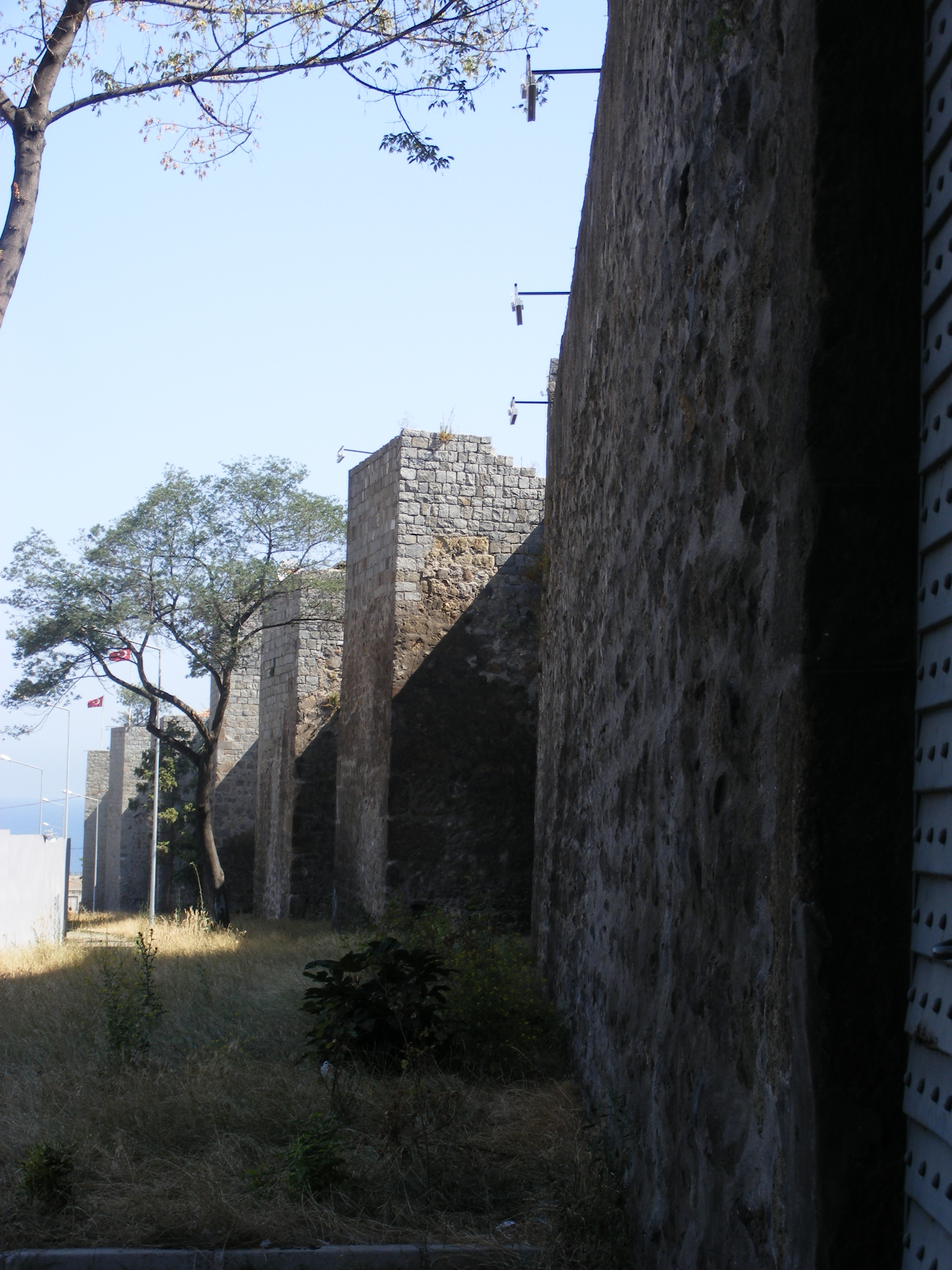
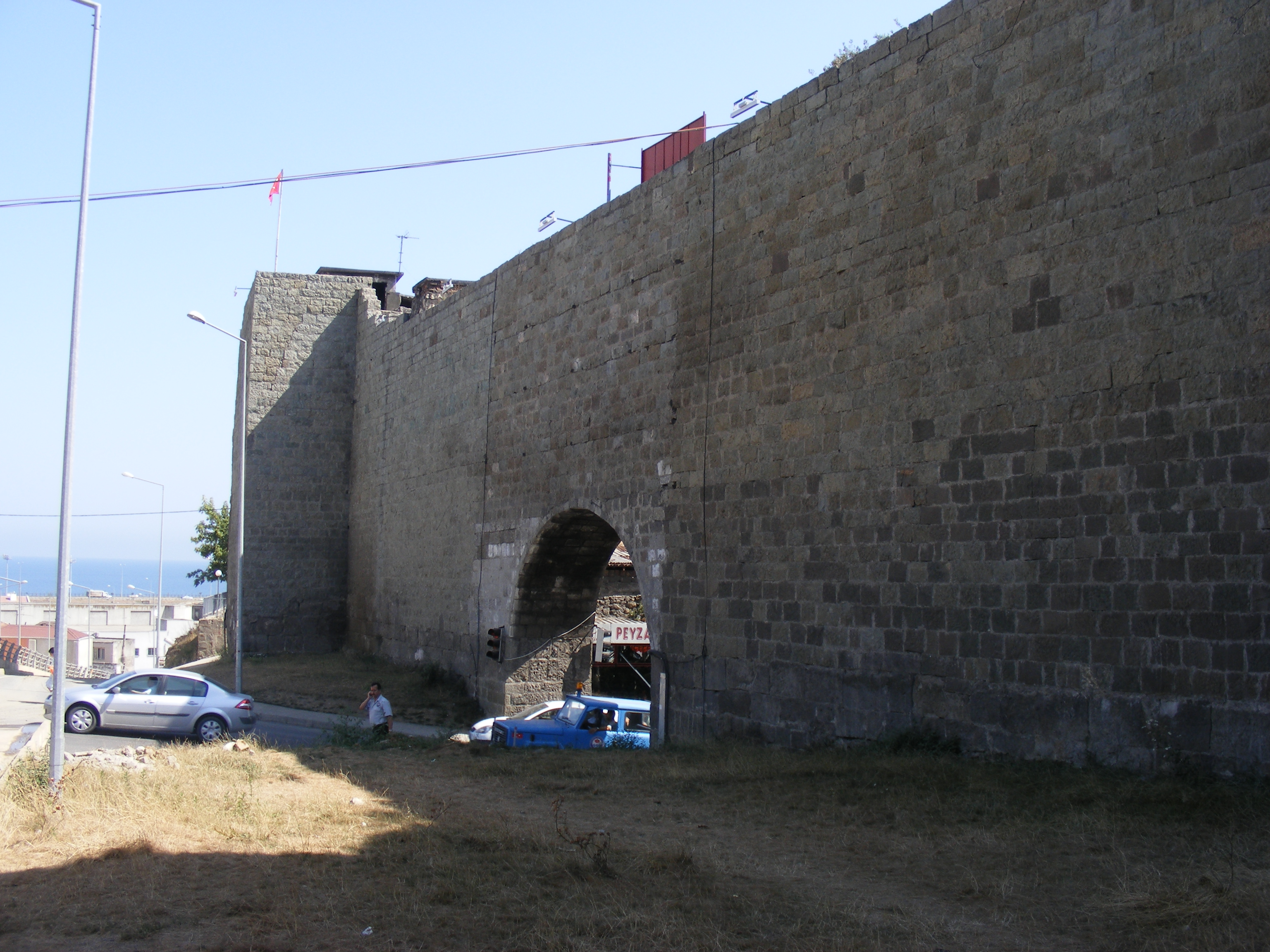
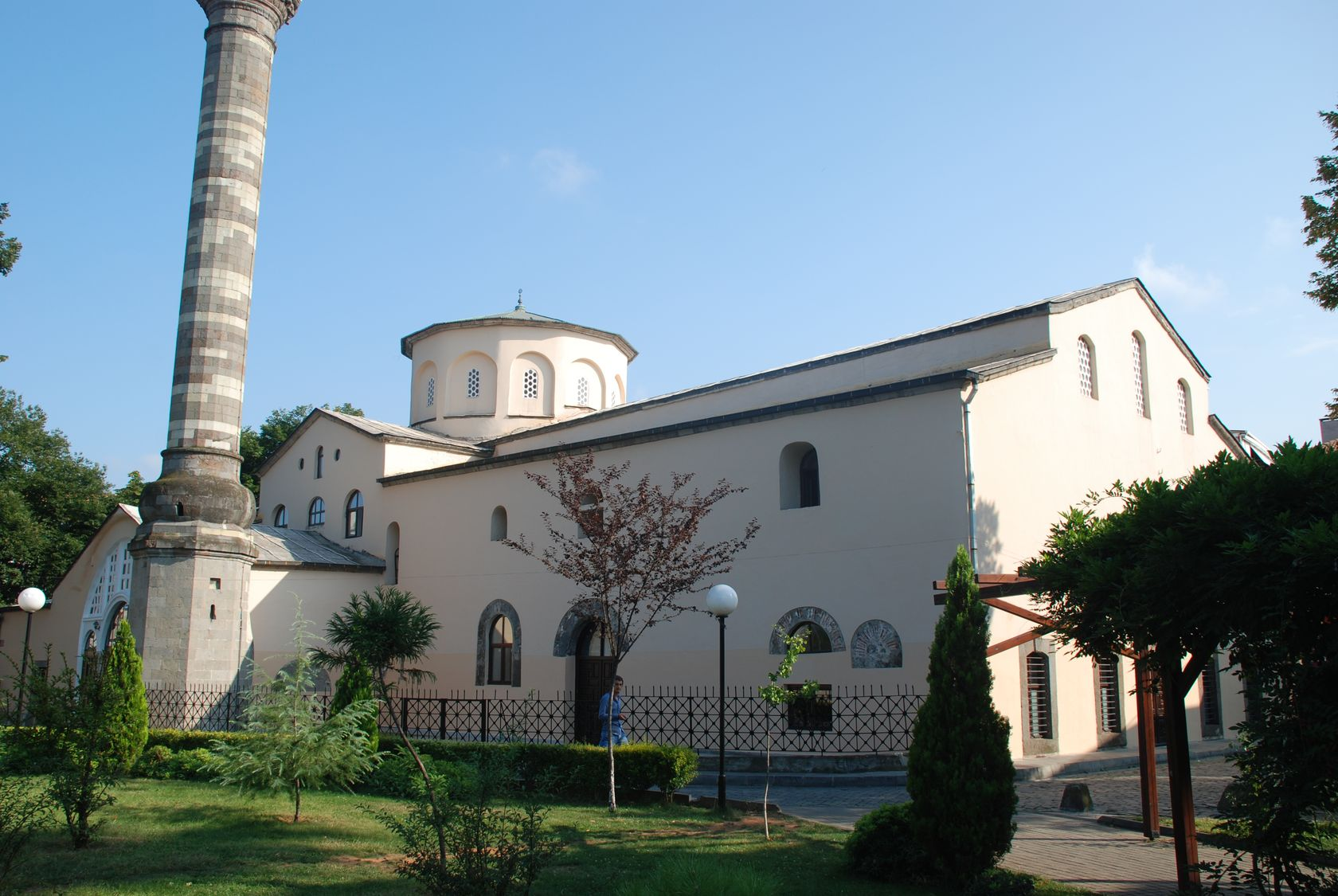
Ortahisar 清真寺
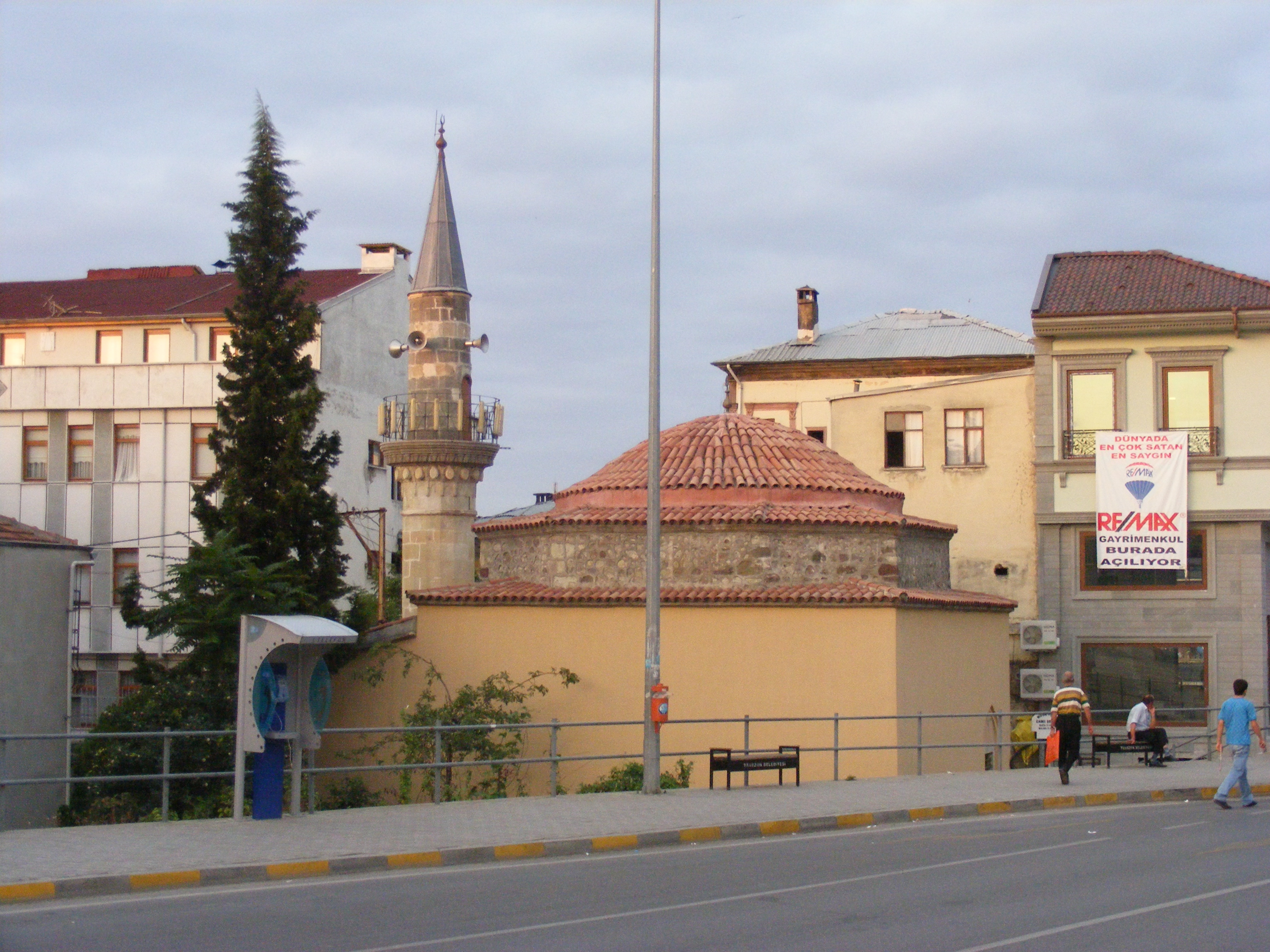
Musa Pasha 清真寺